# Maria Dąbrowska-Partyka
Maria Hanna Dąbrowska-Partyka (ur. 21 kwietnia 1947 w Tucholi, zm. 21 grudnia 2017 w Krakowie) – polska slawistka, literaturoznawczyni, specjalistka w zakresie literatur słowiańskich, kulturoznawstwa, teorii przekładu, badaczka zagadnień tożsamości narodowej, stereotypów, pogranicza kulturowego i geopolityki Bałkanów.

## Życiorys
Ukończyła Liceum Ogólnokształcące w Tucholi. Absolwentka serbistyki i kroatystyki na Uniwersytecie Jagiellońskim (1970). W 1975 uzyskała doktorat (dysertacja: Lewicowy nurt serbskiej prozy międzywojennej), a w 1999 habilitację na podstawie opracowania Teksty i konteksty. Awangarda w kulturze literackiej Serbów i Chorwatów. W 2008 uzyskała tytuł profesora nauk humanistycznych.
Po ukończeniu studiów doktoranckich, od 1975 pracowała na Wydziale Filologicznym Uniwersytetu Jagiellońskiego, w latach 1976–2003 na stanowisku adiunkta, od 2003 profesora nadzwyczajnego. Była kierowniczką Zakładu Filologii Chorwackiej, Serbskiej i Słoweńskiej, a w latach 2006–2011 dyrektorka Instytutu Filologii Słowiańskiej UJ.
Była również wykładowcą Katedry Slawistyki Wydziału Filologiczno-Historycznego Uniwersytetu Gdańskiego.
Od 2010 pełniła funkcję zastępczyni przewodniczącego Komisji Kultury Słowian Wydziału I Filologicznego Polskiej Akademii Umiejętności. Była także członkinią Wydziału I Nauk Humanistycznych i Społecznych PAN.
Odznaczona Medalem Komisji Edukacji Narodowej (2006) oraz Złotym Medalem za Długoletnią Służbę (2011).

## Publikacje
- 1999: Teksty i konteksty. Awangarda w kulturze literackiej Serbów i Chorwatów, Wydawnictwo Uniwersytetu Jagiellońskiego. ISBN 83-233-1263-X.
- 2005: W poszukiwaniu nowego kanonu, redakcja. Wydawnictwo Uniwersytetu Jagiellońskiego. ISBN 978-83-2332-010-4.
- 2009: Literatura pogranicza. Pogranicze literatury, Wydawnictwo Uniwersytetu Jagiellońskiego. ISBN 83-233-1836-0.